# Podocarpus oblongus
Podocarpus oblongus — вид хвойних дерев родини Podocarpaceae. Батьківщиною цього виду є зх. Нова Гвінея.